# Каражарський сільський округ
Каража́рський сільський округ (каз. Қаражар ауылдық округі, рос. Каражарский сельский округ) — адміністративна одиниця у складі Бухар-Жирауського району Карагандинської області Казахстану. Адміністративний центр — село Каражар.
Населення — 1374 особи (2021; 1961 у 2009, 2193 у 1999, 2577 у 1989).
Станом на 1989 рік існувала Каражарська сільська рада (села Асил, Волковське, Геологічеське, Каражар) ліквідованого Тельманського району.

## Склад
До складу округу входять такі населені пункти:
| Населений пункт     | Населення, осіб (1989) | Населення, осіб (1999) | Населення, осіб (2009) | Населення, осіб (2021) |
| ------------------- | ---------------------- | ---------------------- | ---------------------- | ---------------------- |
| Асил, село          | 360                    | 373                    | 341                    | 221                    |
| Волковське, село    | 330                    | 238                    | 212                    | 139                    |
| Геологічеське, село | 546                    | 488                    | 341                    | 180                    |
| Каражар, село       | 1341                   | 1094                   | 1067                   | 834                    |